# نادي فنتسبيلس
نادي فنتسبليس لكرة القدم (باللاتفية:Futbola Klubs Ventspils) نادي كرة قدم لاتفي يلعب في دوري الدرجة الممتازة. تم تأسيس النادي في سنة 1997. حقق الفريق أربعة بطولات دوري وأربعة كؤوس محلية. وفي 2009 أصبح أول نادي لاتفي يشارك في دور المجموعات من دوري أبطال أوروبا.

## وصلات خارجية
- الموقع الرسمي (بالروسية) (بالإنجليزية)